# Ludwig von Benedek
Ludwig August von Benedek, węg. Lajos Benedek (ur. 14 lipca 1804 w Sopronie, zm. 27 kwietnia 1881 w Grazu) – generał artylerii cesarskiej i królewskiej Armii.

## Życiorys
Z pochodzenia Węgier, Benedek urodził się w Sopronie, jako syn lekarza. Uczęszczał do Terezjańskiej Akademii Wojskowej (niem. Theresianische Militärakademie) w Wiedniu, którą ukończył, jako siódmy najlepszy kadet. W 1822 został przypisany do 27. Regimentu Piechoty, w stopniu podporucznika. W roku 1833 uzyskał stopień porucznika oraz przydział do Głównego Kwatermistrzostwa. W 1835 mianowano go kapitanem.
W 1840 Benedek uzyskał stopień majora, a następnie, w 1843 podpułkownika, jako adiutant głównodowodzącego wojsk w Galicji.
W 1846 roku stłumił ruch wolnościowy w Galicji. 26 lutego 1846 r. maszerując na Kraków, wraz z okolicznymi chłopami, pokonał, pod Gdowem, oddział powstańczy. Za ten czyn został odznaczony krzyżem rycerskim orderu Leopolda i mianowany pułkownikiem. 6 kwietnia 1846 otrzymał również honorowe obywatelstwo miasta Lwowa (razem z Leopoldem Sacher-Masochem, Adamem Retseyem i Kazimierzem Milbacherem).
Za kampanię włoską (zwłaszcza za dowodzenie pod Goito) został odznaczony krzyżem komandorskim orderu Leopolda oraz krzyżem rycerskim orderu Marii Teresy, co wiązało się z otrzymaniem szlacheckiego tytułu kawalera (niem. Ritter). 3 kwietnia 1849 uzyskał stopień generała majora oraz szefostwo głównego kwatermistrzostwa 2. Armii we Włoszech.

### Wiosna Ludów
Von Benedek brał udział w bitwach w okresie Wiosny Ludów na terenie Węgier (Győr, Szőny, gdzie został ranny), za co odznaczono go Krzyżem Zasługi Wojskowej, a później Włoch. 26 października 1852 awansował na stopień Feldmarschalleutnant, w 1854 roku na dowódcę IV Korpusu we Lwowie, który został postawiony w stan gotowości w czasie wojny krymskiej (1853-1856).
W lutym 1857 po przejściu feldmarszałka Josepha Radetzkiego na emeryturę został głównodowodzącym II Korpusu Armii. Na wiosnę 1859 dowodził VIII Korpusem w wojnie francusko-austriackiej biorąc udział – pod komendą cesarza Franciszka Józefa I – w bitwach pod Solferino i San Martino). 27 listopada 1859 został mianowany na stopień zbrojmistrza polnego.
Ponieważ Benedek – w przeciwieństwie do innych generałów austriackich – z powodzeniem walczył w wojnie francusko-austriackiej, 30 stycznia 1860 został mianowany szefem sztabu generalnego, 19 kwietnia cywilnym i wojskowym gubernatorem Węgier, a już 20 października głównodowodzącym oddziałów austriackich w Wenecji i krajach alpejskich. 18 kwietnia 1861 został dożywotnim członkiem austriackiej Izby Panów.

### Wojna prusko-austriacka
U zarania konfliktu, von Benedek został mianowany głównodowodzącym Armii Północnej, które to stanowisko odrzucił wcześniej trzykrotnie, twierdząc, iż nie posiada dostatecznego rozeznania terenu ani przeciwnika. Porażka w bitwie pod Sadową, która w konsekwencji zakończyła przegraną całą wojnę, doprowadziła do złożenia Benedeka ze stanowiska (26 lipca 1866) oraz procesu wojskowego, zakończonego dopiero po wstawiennictwie cesarza. Von Benedekowi zakazano poruszania tego tematu, co pozostawiło go bezbronnym wobec gazet, zarzucających mu całkowitą odpowiedzialność za klęskę Austrii. Bardzo upokorzony atakiem „Wiener Zeitung” powrócił do Grazu, gdzie żył w odosobnieniu i gdzie zmarł 27 kwietnia 1881.

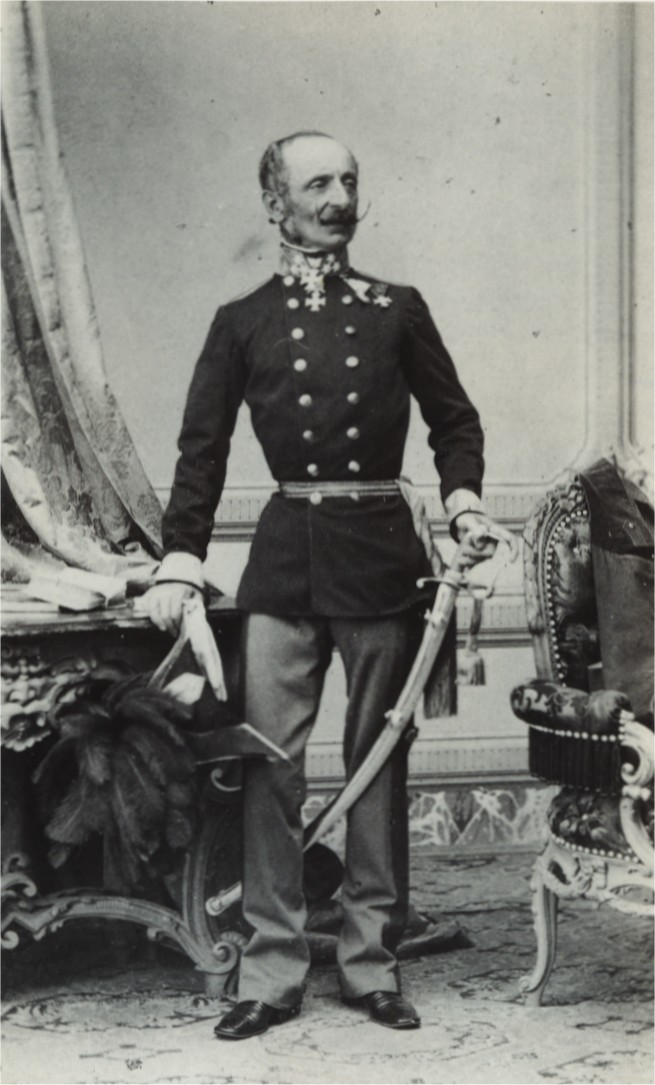
Ludwik von Benedek ok. 1860

## Awanse
- 1822 – podporucznik
- 1833 – porucznik
- 1835 – kapitan
- 1840 – major
- 1843 – podpułkownik
- 1846 – pułkownik
- 1849 – generał major
- 1852 – Feldmarschalleutnant
- 1859 – Feldzeugmeister

## Odznaczenia
Odznaczenia von Benedeka to między innymi::
- Krzyż Wielki Orderu Leopolda
- Komandor Orderu Leopolda z dekoracją wojenną
- Komandor Orderu Marii Teresy
- Krzyż Zasługi Wojskowej z dekoracją wojenną
- Krzyż Wielki Orderu Świętego Józefa (Toskania)
- Krzyż Wielki Orderu Świętego Grzegorza Wielkiego (Państwo Kościelne)
- Order Świętej Anny I klasy w brylantach z mieczami (Imperium Rosyjskie)
- Krzyż Wielki na Łańcuchu Świętego Konstantyńskiego Orderu Wojskowego Świętego Jerzego (Parma)